# Drassyllus salton
Drassyllus salton Platnick & Shadab, 1982 è un ragno appartenente alla famiglia Gnaphosidae.

## Etimologia
Il nome proprio deriva dal lago californiano detto lago Salton.

## Caratteristiche
Fa parte dell'insularis-group di questo genere: ha varie somiglianze con D. saphes e D. fractus; se ne distingue per l'apofisi tibiale retrolaterale che si interrompe di colpo ed è scanalata, oltre che per il margine anteriore dell'epigino, nelle femmine, che è sottile.
L'olotipo femminile rinvenuto più grande ha lunghezza totale è di 3,67mm; la lunghezza del cefalotorace è di 1,58mm; e la larghezza è di 1,27mm.

## Distribuzione
La specie è stata reperita nella California meridionale: nei pressi della località di Fish Springs, sulle rive del Lago Salton, nella Contea di Imperial. Altri esemplari sono stati rinvenuti in due contee dell'Arizona.

## Tassonomia
Al 2015 non sono note sottospecie e dal 1982 non sono stati esaminati nuovi esemplari